# Aloe aufensis
Aloe aufensis är en grästrädsväxtart som beskrevs av T.A.Mccoy. Aloe aufensis ingår i släktet Aloe och familjen grästrädsväxter.
Artens utbredningsområde är Saudiarabien. Inga underarter finns listade i Catalogue of Life.